# كأس يوغوسلافيا 1967–68
كأس يوغوسلافيا 1967–68 هو الموسم 21 من كأس يوغوسلافيا. أشرف على تنظيمه اتحاد صربيا لكرة القدم، وكان عدد الأندية المشاركة فيه 2354، وفاز فيه النجم الأحمر بلغراد.